# Pseudanthias olivaceus
Pseudanthias olivaceus là một loài cá biển thuộc chi Pseudanthias trong họ Cá mú. Loài này được mô tả lần đầu tiên vào năm 1982.

## Từ nguyên
Tính từ định danh olivaceus trong tiếng Latinh mang nghĩa là "xanh ô liu', hàm ý đề cập đến màu xanh lục xám của loài cá này.

## Phạm vi phân bố và môi trường sống
P. olivaceus được phân bố tập trung ở một số đảo quốc thuộc châu Đại Dương, bao gồm: quần đảo Cook; Samoa thuộc Mỹ; quần đảo Line (Kiribati); quần đảo Australes, quần đảo Société và Tuamotu (Polynésie thuộc Pháp).
P. olivaceus sống gần các rạn san hô ở độ sâu đến ít nhất là 34 m.

## Mô tả
Chiều dài cơ thể lớn nhất được ghi nhận ở P. olivaceus là 12 cm.
Thân có màu xanh lục xám. Vây đuôi lõm sâu, màu vàng, viền xanh tím ở rìa trên và dưới; hai thùy có các tia vây vươn dài ở cá đực. Vây lưng và vây hậu môn có viền xanh óng. Ở cá đực, sau mắt có một dải đỏ cam kéo dài đến gốc vây ngực, hai bên lườn còn có thêm các khoanh màu cam và một vệt đốm đỏ sẫm nổi bật trên vây ngực (không có ở cá cái).